# (78) Diana
Diana és l'asteroide núm. 78 de la sèrie. El 15 de març de 1863 Karl Theodor Robert Luther (1822-1900), el va descobrir des de Düsseldorf.